# Тре Гоби (Модена)
Тре Гоби је насеље у Италији у округу Модена, региону Емилија-Ромања.
Према процени из 2011. у насељу је живело 89 становника. Насеље се налази на надморској висини од 10 м.